# Teona Bostasjvili
Teona Bostasjvili, född 19 januari 1998, är en georgisk simmare.
Bostashvili tävlade för Georgien vid olympiska sommarspelen 2016 i Rio de Janeiro, där hon blev utslagen i försöksheatet på 100 meter bröstsim.